# Liste der Monuments historiques in Landudec
Die Liste der Monuments historiques in Landudec führt die Monuments historiques in der französischen Gemeinde Landudec auf.

## Liste der Bauwerke
| Bezeichnung            | Beschreibung           | Standort | Kennzeichnung | Schutzstatus | Datum | Bild           |
| ---------------------- | ---------------------- | -------- | ------------- | ------------ | ----- | -------------- |
| Château de Guilguiffin | Schloss mit Taubenturm | (Lage)   | PA00090048    | Inscrit      | 2002  | weitere Bilder |

## Liste der Objekte
- Monuments historiques (Objekte) in Landudec in der Base Palissy des französischen Kultusministeriums